# Nikolai Iwanowitsch Nowikow

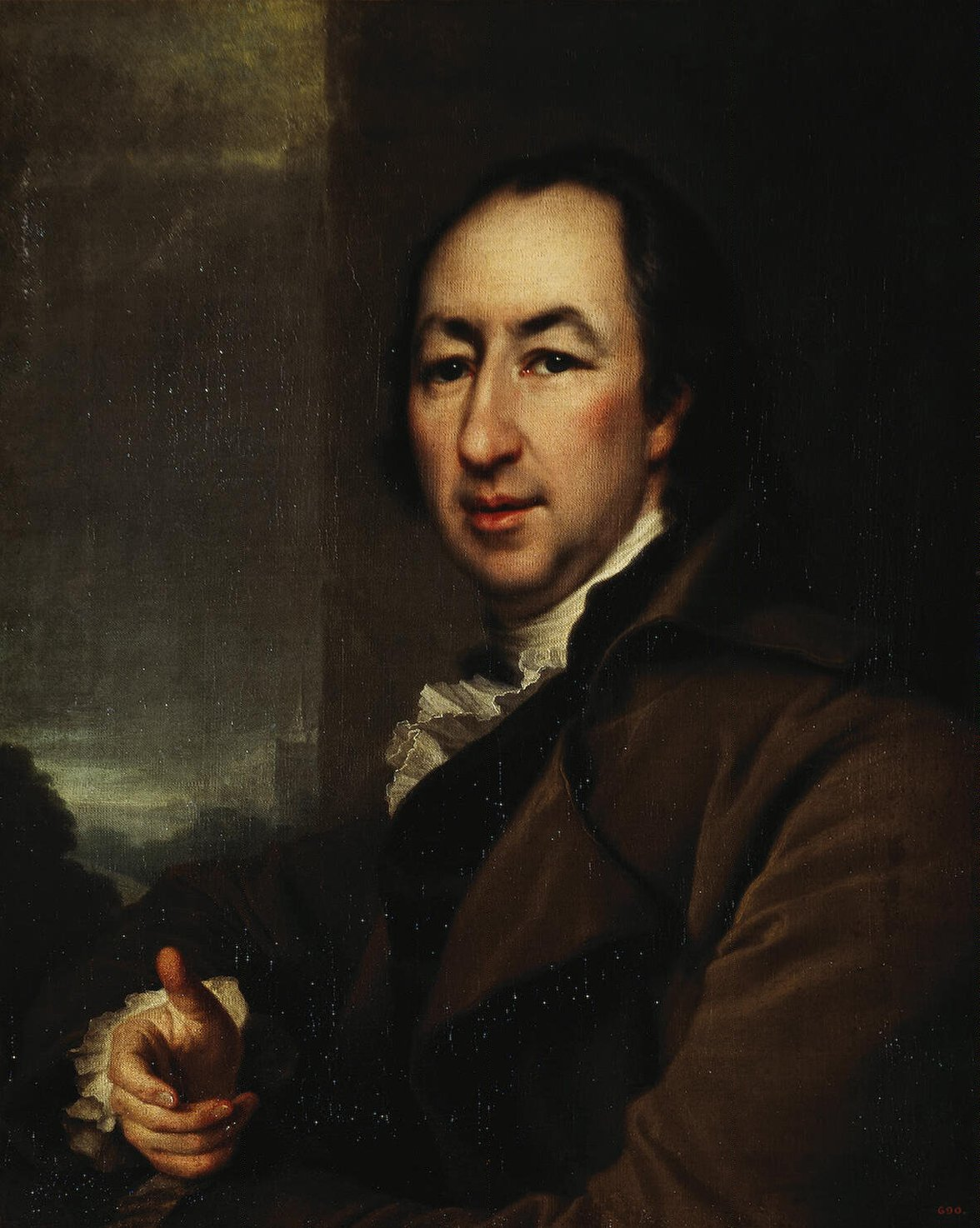
Dmitri Grigorjewitsch Lewizki: Porträt N. I. Nowikows

Nikolai Iwanowitsch Nowikow (russisch Никола́й Ива́нович Новико́в; * 27. Apriljul. / 8. Mai 1744greg. in Tichwinskoje-Awdotino nahe Bronnizy im Gouvernement Moskau; † 1. Augustjul. / 13. August 1818greg. ebenda) war ein russischer Journalist, Herausgeber und eine Persönlichkeit des öffentlichen Lebens. Er gilt als eine der bedeutendsten Gestalten der russischen Aufklärung.

## Leben

### Jugend
Nowikows Familie gehörte zum begüterten Landadel. Sein Vater war Iwan Wassiljewitsch Nowikow (1699–1763). In seiner Kindheit wurde er vom dörflichen Messdiener unterrichtet. Im Alter von 11 bis 16 Jahren besuchte er das Moskauer Universitätsgymnasium, von dem er „wegen Faulheit und Nichtteilnahme am Unterricht“ verwiesen wurde.
Zu Beginn des Jahres 1762 trat er in das Ismailow’sche Leibgarderegiment ein und wurde als Wachtposten an der Zugbrücke der Ismailow-Kaserne am Tag der Thronbesteigung Katharinas II. zum Unteroffizier befördert. Schon zur Zeit seines Militärdienstes zeigte er „eine Neigung zu den Literaturwissenschaften“ und einen Hang zur Buchproduktion: Er gab bereits im Jahr 1768 zwei Übersetzungen französischer Romane und ein Sonett heraus.
Im Jahr 1767 befand er sich unter den jungen Leuten, denen die Protokollführung in der Kommission zur Erstellung des Projekts „Neue Gesetzgebung“ (russ. Новое Уложение) übertragen war. Die Zarin maß diesem Auftrag größte Bedeutung bei und schrieb vor, „zur Protokollführung nur Adlige mit besonderer Befähigung heranzuziehen“. Er arbeitete sowohl in der kleinen Kommission, die sich mit den gewöhnlichen Menschen befasste, als auch in der großen Kommission. Seine Mitarbeit in der Kommission machte ihn mit vielen wichtigen Fragen des russischen Lebens und den Bedingungen der russischen Wirklichkeit bekannt. Sie war ein wichtiger Schritt in der Entwicklung seiner aufklärerischen Ansichten. Bei seinen Vorträgen über die Arbeit der Kommission begegnete er Katharina persönlich.

## Beginn journalistischer Tätigkeit

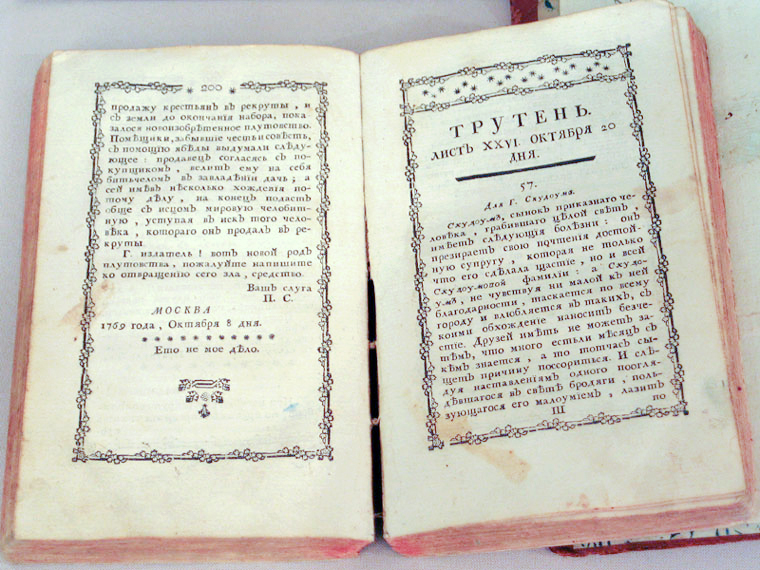
Die Zeitschrift Truten Трутень (Die Drohne)

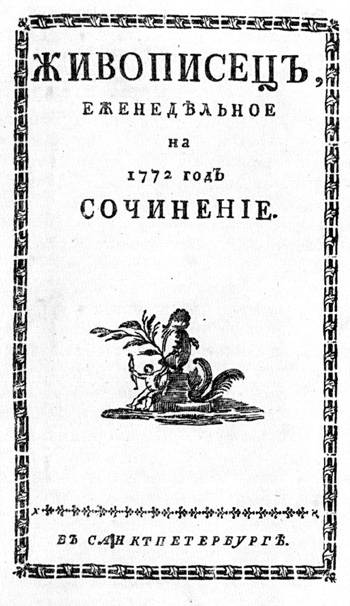
Die Zeitschrift Живописец (Der Maler)

Im Jahr 1769 nahm er seinen Abschied und begann die satirische Wochenzeitschrift Truten Трутень (Die Drohne) herauszugeben. Sie befasste sich mit den Ungerechtigkeiten der Leibeigenschaft, protestierte gegen den Missbrauch der Gutsherrenmacht, geißelte falsche Rechtsprechung, Korruption usw. und ging mit dem Mittel der Anprangerung gegen einflussreiche Kreise, wie den Hofadel, vor. Hinsichtlich des Gegenstands der Satire trat die Drohne in eine Polemik mit Wsjakaja Wsjatschina / Всякая Всячина (etwa ‚Dies und das‘, ‚Von allem etwas‘, ‚Tutti Frutti‘) ein, dem Organ der Zarin selbst. Daran beteiligten sich auch andere Zeitschriften, die sich in zwei Lager spalteten. Wsjakaja Wsjatschina plädierte für Mäßigung, Nachsicht gegenüber Schwächen, eine „lächelnde Satire“, und verurteilte jeden Angriff auf Einzelpersonen. Demgegenüber stand die Drohne für entschlossene offene Anprangerung. Es war jedoch ein ungleicher Kampf: Die Drohne musste sich von Beginn an im Ton mäßigen und sich jeder Befassung mit der Bauernfrage enthalten, so dass Nowikow nach einem Hinweis auf eine mögliche Schließung der Zeitschrift schließlich im April 1770 aufgab.
Im Jahr 1772 trat er mit einer neuen satirischen Zeitschrift an – dem Maler (russ.: Живописeц). Der Maler vertrat die gleichen Ideen wie zuvor die Drohne: In einer Reihe von Artikeln, von denen einige von I. P. Turgenjew, andere von A. N. Radischtschew verfasst wurden, sprach er sich mit Nachdruck und in feurigen Worten gegen die Leibeigenschaft aus.

## Herausgabe historischer Schriften
Als eine der wichtigsten Aufgaben sah er den Kampf gegen die übertriebene Hinwendung des Adels zu allem Ausländischen. Er trat für die nationalen Grundlagen der russischen Kultur ein. Gleichzeitig mit den satirischen Zeitschriften gab er eine Reihe historischer Veröffentlichungen heraus. Darunter waren im Jahr 1772 das Buch Versuch eines historischen Wörterbuchs russischer Schriftsteller (russ.: Опыт исторического словаря о российских писателях), sowie die Alte Russische Bibliothek, in der in den Jahren 1773 bis 1776 monatlich Denkmäler der russischen Geschichte erschienen, die Alte Russische Hydrographie, deren im Jahr 1773 erschienener erster Band eine Beschreibung des unter Fjodor III. eingerichteten Moskauer Staatswesens enthielt, und weitere Ausgaben historischer Materialien. Er gab als Erster die Skythische Geschichte A. I. Leslows heraus.
Er war sich des Erfordernisses paläographischer Exaktheit, der Gegenüberstellung von Textvarianten, der Beifügung alphabetischer Register usw. bei der Herausgabe historischer Schriftstücke bewusst. Manchmal, so in der Hydrographie, fügte er mehrere Register bei. Das Material für seine Ausgaben historischer Schriftstücke fand er in privaten, kirchlichen und staatlichen Archiven, zu denen ihm die Zarin im Jahr 1773 Zugang gewährte. Er selbst baute sich eine Sammlung historischer Handschriften auf. Umfangreiches Material stellten ihm Gerhard Friedrich Müller, Fürst M. M. Schtscherbatow, N. N. Bantysch-Kamjensky und Katharina II. selbst zur Verfügung, die auch die Herausgabe der Bibliothek mit großzügigen Zuschüssen förderte.

## Freimaurerei
Bei seinen Einblicken in die russische Vergangenheit zeichnete er sich nicht immer durch Konsequenz aus. Nach seinen Worten ahnten die alten russischen Machthaber, „dass die Einführung von Wissenschaft und Kunst in Russland den größten russischen Schatz – seine Sitten und Gebräuche – unwiederbringlich vernichten würden“; zugleich aber war er ein eifriger Verfechter der Aufklärung und Verehrer Peters des Großen sowie jener Leute, deren Bemühungen zugunsten der russischen Aufklärung er gern in seinen Versuch eines historischen Wörterbuchs russischer Schriftsteller aufnahm. Einen Ausweg aus diesen Bedenken und Widersprüchen fand er in der Freimaurerei.
Die ersten Verbindungen zur Freimaurerei fanden in St. Petersburg statt. Freunde forderten ihn bereits im Jahr 1775 zum Beitritt auf, aber er zögerte lange, da er sich nicht durch einen Eid binden wollte, dessen Gegenstand ihm unbekannt war. Die Freimaurer schätzten seinen Beitritt offenbar so hoch ein, dass sie ihm entgegen ihren Regeln den Inhalt der ersten drei Stufen bis zum Eintritt in die Loge mitteilten. Er war jedoch mit dem Jelaginsky-System, dem er beitrat, nicht zufrieden, und fand erst später das „wahre“ Freimaurertum in Reichels System, in dem „alles auf Moral und Selbsterkenntnis ausgerichtet war“[1].

## Herausgegebene Zeitschriften
- Satirische Zeitschriften:
- „Die Drohne“ (Трутень) (1769–1770) – befasste sich mit den Missbräuchen in der Leibeigenschaft, Fehlurteilen und Korruption
- „Der Schwätzer“ oder „Der Schaumschläger“ (Пустомеля) (Juni/Juli  1770)
- „Der Maler“ (Живописец) (1772–1773) – Anprangerung der Aufklärungsgegner, Kritik an Verwaltung und Justiz, Spott über die Sitten des Adels
- „Der Geldbeutel“ (Кошелёк) (1774) – Achtung der russischen Vergangenheit und Verurteilung der Frankophilie
- „Sankt Petersburger Gelehrtenblätter“ («Санкт-Петербургские учёные ведомости») (1777) – die erste russische Zeitschrift mit bibliographisch-kritischem Inhalt. 1777 gab Nowikow 22 Nummern der „Sankt Petersburger Gelehrtenblätter“ heraus, die wöchentlich erschienen und einen engen Bezug zu seiner ersten Schaffensperiode hatten. Es handelte sich um eine der Wissenschafts- und Literaturkritik gewidmete Zeitschrift mit dem Ziel, einerseits die russische Literatur und Wissenschaft an die Gelehrtenwelt des Westens anzunähern, andererseits die Verdienste heimischer Schriftsteller, insbesondere Historiker, herauszustellen.
- „Das Morgenlicht“ («Утренний свет») (1777–1780) – die erste philosophische Zeitschrift Russlands. Das belehrende Element war in den „Gelehrtenblättern“ noch schwach ausgeprägt, im „Morgenlicht“ dagegen war es beherrschend. Nowikow begann mit der Herausgabe dieser Monatszeitschrift nach der Einstellung der „Gelehrtenblätter“ ab September 1777 zuerst noch in St. Petersburg, ab April 1779 in Moskau. Darin wurden die „Klagen oder Nachtgedanken“ Youngs und Pascals „Gedanken“ veröffentlicht, im Wesentlichen aber Übersetzungen aus Werken deutscher Schriftsteller, Moralisten, Pietisten und Mystiker. „Das Morgenlicht“ wurde unter Mitwirkung eines ganzen Kreises von Gleichgesinnten herausgegeben, darunter M. N. Murawjow und I. P. Turgenjew. Außerdem wurden mit der Herausgabe gemeinnützige Zwecke verfolgt: Die gesamten Einnahmen wurden in Petersburg dem Aufbau und Erhalt der ersten Volksschulen zugeführt. Darin kommen zwei weitere grundlegende Aspekte der späteren Tätigkeit Nowikows zum Ausdruck: die Organisation gesellschaftlicher Eigeninitiative und das Bemühen um weiteres Arbeiten im Sinne der Aufklärung. Der Aufruf an die Abonnenten, zum Aufbau der Schulen beizutragen, führte zu einem beachtlichen Spendenaufkommen.
- „Modische Monatszeitschrift, oder Bibliothek für Damenmode“ («Модное ежемесячное издание, или Библиотека для дамского туалета») (1779) – die erste russische Frauenzeitschrift. Die erste Nummer erschien im Januar in St. Petersburg, ab der fünften erschien die Zeitschrift infolge des Umzugs Nowikows in Moskau. Die Zeitschrift erschien nur ein Jahr lang, bevor sie wegen Überlastung des Herausgebers und Lesermangels eingestellt wurde (nach der in einer Ausgabe veröffentlichten Abonnentenliste bezogen sie mal gerade 58 Familien). Die Zeitschrift war literarisch ausgerichtet und enthielt sowohl Prosawerke wie Dichtung. Die Bezeichnung „modisch“ in ihrem Titel erfolgte nach Ansicht von Pressegeschichtsforschern mit dem Ziel, die Aufmerksamkeit des weiblichen Publikums zu erregen und die druckgraphische Konzeption der Zeitschrift zu aktualisieren. Jedenfalls war es der erste Versuch, eine Zeitschrift für Frauen herauszugeben.

## Von Nowikow in St. Petersburg eröffnete Schulen
Im November 1777 eröffnete er die (später Katharinenschule genannte) Schule an der Kirche der Muttergottes von Wladimir für 30 bis 40 Leute, darunter Internatsschüler und Externe, Zahlende und Stipendiaten. Im Folgejahr wurde die zweite Schule eröffnet (die Alexanderschule an der Kirche Mariae Verkündigung auf der Wassilijewski-Insel). Beide Lehranstalten bestanden noch im Jahr 1782. Über das weitere Schicksal der von ihm gegründeten Schulen ist nichts bekannt.

## Moskau
Im Jahr 1779 schlug ihm Cheraskow, der Kurator der Moskauer Universität und ebenfalls Freimaurer, vor, die Universitätsdruckerei anzumieten und die „Moskauer Blätter“ («Московские Ведомости») herauszugeben. Er übersiedelte daraufhin nach Moskau. Nachdem er die Moskauer Universitätsdruckerei zügig in Ordnung gebracht und beträchtlich erweitert hatte, brachte er dort in weniger als drei Jahren mehr Bücher heraus, als in den vergangenen 24 Jahren erschienen waren.
Neben der Herausgabe von Büchern steigerte er auch die Bedeutung der „Moskauer Blätter“, in deren Beilagen er unterschiedlichste Themen zu behandeln begann; die Zahl der Abonnenten vervielfachte sich von 600 auf 4000. Im Jahr 1781 gab er eine Fortsetzung des „Morgenlichts“ unter dem Namen „Moskauer Monatsblatt“ («Московское ежемесячное издание») heraus. Dann folgten die Zeitschriften „Städtische und dörfliche Bibliothek“ («Городская и деревенская библиотека») (1782–1786), 1782 die „Abendröte“ («Вечерняя Заря»), 1784–1785 „Der ruhende Fleißige“ (das heißt: „Lesestoff für die Muße des Tüchtigen“ – «Покоящийся Трудолюбец»), womit er seinen Kampf gegen die Leibeigenschaft fortsetzte, und die erste russische Kinderzeitschrift „Kindlicher Lesestoff“ («Детское чтение») (1785–1789). Mit seiner Verlagstätigkeit wollte er einen reichhaltigen und leicht zugänglichen Bestand an Fach- und Unterhaltungsliteratur für weite Kreise schaffen, ohne sich dabei auf die Verbreitung seiner mystischen Ansichten zu beschränken.
Mit dem Ziel der Verbilligung von Büchern trat er in Verbindung mit allen damals existierenden Buchläden, schaffte sich einen Stamm von Kommissionären, übersandte Buchhändlern Ware zu Vorzugsbedingungen auf Kredit, manchmal in zehntausenden Exemplaren, betrieb Buchhandel nicht nur in Provinzstädten, sondern auch in Dörfern. In Moskau, wo es damals nur zwei Buchläden gab, wuchs deren Zahl durch seinen Einfluss auf zwanzig. Sie erzielten einen Absatz von jährlich 200.000 Büchern. Er richtete in Moskau auch die erste öffentliche Bibliothek ein.
In einer Gesellschaft, in der schon die Bezeichnung „Schriftsteller“ als Makel galt, bedurfte es eines hohen Maßes an Entschlossenheit, um Drucker und Buchhändler zu werden und in diesen Berufen seine patriotische Berufung zu sehen. Leute, die ihm zur damaligen Zeit nahestanden, betonten, dass er die Hinwendung zu den Wissenschaften und die Leselust in Russland nicht vertieft, sondern überhaupt erst begründet hat. Durch die von ihm initiierte verstärkte Tätigkeit von Übersetzern, Schriftstellern, Druckern und durch die Entstehung von Buchläden, Büchern, Zeitschriften und die dadurch angeregten Diskussionen entstand nach Meinung W. O. Kljutschewskis etwas, was es bis dahin in der Gesellschaft der russischen Aufklärung noch nicht gegeben hatte: die öffentliche Meinung.

## Verfolgung

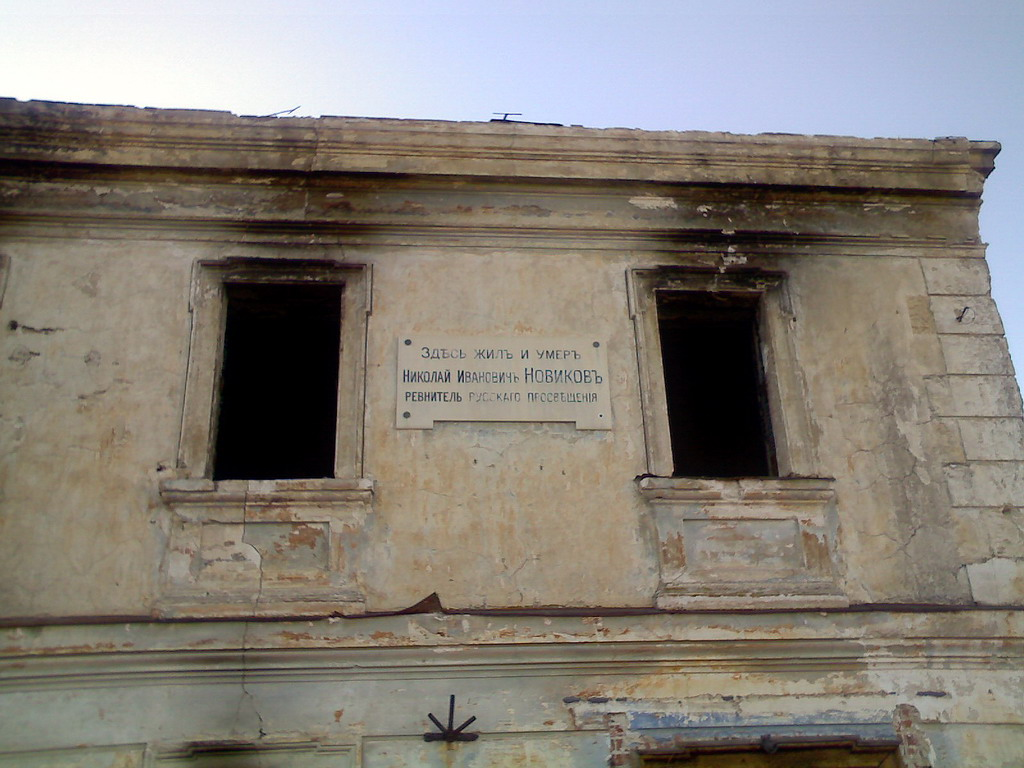
Gedenktafel am Haus Nowikows in Awdotino (heutiger Zustand)

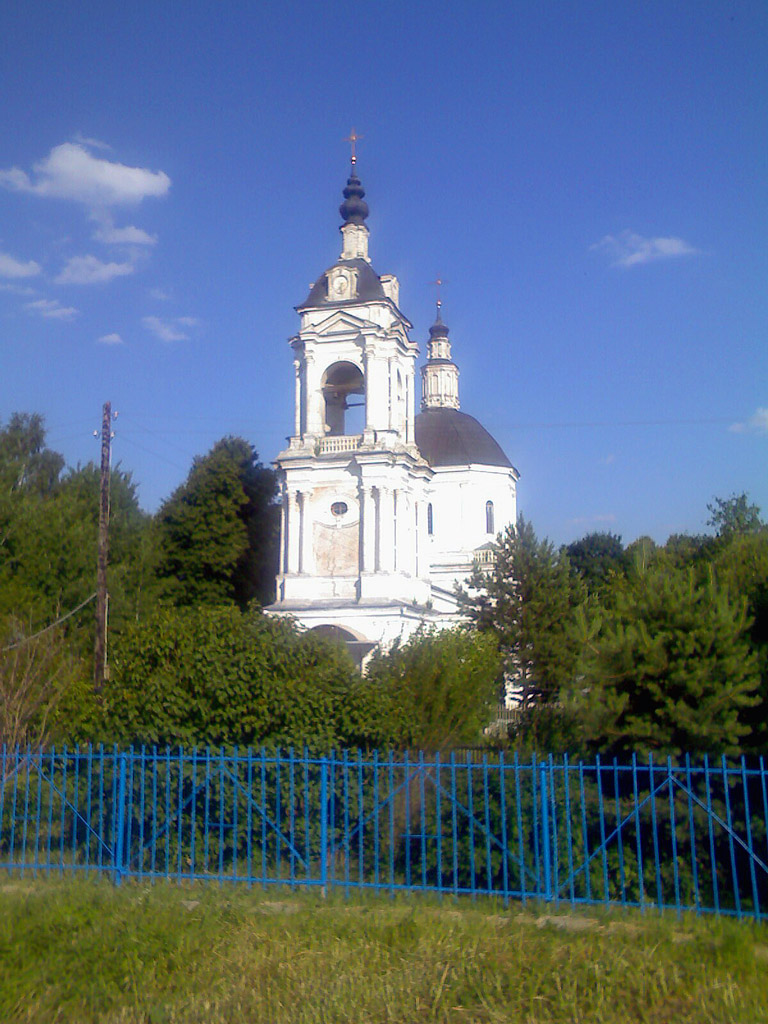
Die Kirche in Awdotino, wo N. I. Nowikow begraben ist

Sein Schaffen war auf dem Höhepunkt, als die politische Verfolgung begann. Zunächst trafen ihn im Jahr 1784 nur Aufforderungen der Schulkommission zum Nachdruck einiger von ihm herausgegebener Lehrbücher. Er tat dies auf Veranlassung des Moskauer Stadtkommandanten S. G. Tschernyschow. Er hatte kein Interesse, damit Gewinne zu erzielen, sondern wollte sicherstellen, dass genügend preiswerte Lehrbücher zum Kauf angeboten werden konnten. Tschernyschow starb genau zu der Zeit, und Nowikow musste der Kommission seine Einnahmen herausgeben.
Im Jahr 1785 erging der Befehl, seine Produktion zu beschlagnahmen und sie dem Moskauer Erzbischof Platon zur Prüfung vorzulegen, der auch über seine persönliche Glaubenstreue befinden sollte. In seinem Bericht teilte Platon die von Nowikow herausgegebenen Werke in drei Gruppen ein: Die einen erachtete er als überaus nützlich in Anbetracht der Spärlichkeit der russischen Literatur; andere, die mystischen, verstand er nach seinen Worten schlichtweg nicht; die der dritten Gruppe, erstellt von den französischen Enzyklopädisten, hielt er für schlecht. Zum Glauben Nowikows schrieb Platon: „Ich bete zum allgütigen Gott, dass es überall auf der Welt solche Christen geben möge wie Nowikow.“
Im Jahr 1790 wurde Fürst Prosorowsky zum Moskauer Stadtkommandanten ernannt, ein ungebildeter, misstrauischer, brutaler und auf Liebedienerei bedachter Mensch. Er überzog Nowikow mit Denunziationen, die zur Folge hatten, dass Graf Besborodko zur Aufnahme geheimer Ermittlungen nach Moskau entsandt wurde; der fand jedoch keinerlei Anlass für die Einleitung eines Verfahrens gegen Nowikow. Im April 1792 erhielt Prosorowsky den Befehl zu untersuchen, ob Nowikow gesetzeswidrig Schriften mit der Kirche vorbehaltenen Themen in Umlauf bringe. Auf Befehl Prosorowskys wurde er verhaftet.
Noch vor Abschluss der Untersuchung befahl die Zarin mit Erlass vom 10. Mai 1792, ihn heimlich in die Festung Schlüsselburg zu verbringen, wo ihn Scheschkowski erneuten Verhören unterzog. Am 1. August 1792 schließlich unterschrieb die Zarin den Erlass über seine Festsetzung auf der Festung Schlüsselburg für 15 Jahre. Er wurde „infamer Zersetzung“, eigennützigen Betrugs, freimaurerischer Aktivitäten (die weder vorher noch nachher verboten waren) und der Beziehungen zum Herzog von Braunschweig und anderen Ausländern (die ausschließlich die Freimaurerei betrafen und keinerlei politischen Bezug hatten) beschuldigt. Alle diese Anschuldigungen betrafen nicht nur ihn, sondern alle seine Mit-Freimaurer; belangt wurde jedoch allein Nowikow, der nicht einmal zu den führenden Moskauer Freimaurern gehörte. Selbst Fürst Prosorowsky war über den Ausgang seines Falls bestürzt: „Ich verstehe den Ausgang dieses Verfahrens nicht“, schrieb er an Scheschkowsky, „wenn er ein Verbrecher ist, sind sie als seine engsten Mitstreiter zwangsläufig ebenso Verbrecher wie er.“
Noch Karamsin, der sein Mitgefühl mit Nowikows Schicksal in seiner „Ode an   “ zum Ausdruck brachte, sah den Grund für seine Verurteilung nicht in den offiziell vorgetragenen Anschuldigungen, sondern in erster Linie darin, dass er Brot an die Hungernden verteilt habe, was den Mächtigen verdächtig erschien, zumal sie die Quelle seiner dafür aufgewandten Mittel nicht kannten. Insgesamt erscheint es wahrscheinlicher, dass er an seiner nach damaliger Auffassung zu selbständigen Öffentlichkeitsarbeit scheiterte. Viereinhalb Jahre verbrachte er auf der Festung und litt in dieser Zeit Mangel am Nötigsten, selbst an Arzneimitteln, obwohl er mit Bagrjansky einen selbstlos aufopfernden freiwilligen Mitgefangenen an seiner Seite hatte.
Paul I. befahl am ersten Tag seiner Machtübernahme die Freilassung Nowikows. Bei Antritt der Festungshaft hatte der sich noch im Vollbesitz seiner Kraft und Energie befunden, aber er ging daraus „gebrochen, gealtert, gebeugt“ hervor. Er musste sich jeglicher öffentlicher Aktivität enthalten und lebte bis zu seinem Tode fast ausschließlich auf seinem Gut Awdotino, nur noch besorgt um die Nöte seiner Bauern, ihre Aufklärung und Ähnliches. In Avdotino hat man ihm ein dankbares Andenken bewahrt.

## Gedenken

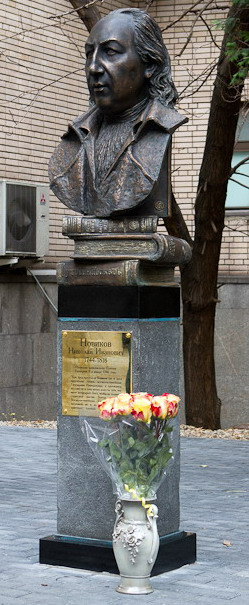
Korschew, I.: Büste N. I. Nowikows, Bronze (2012)

- Nach Nikolai Iwanowitsch Nowikow wurde die erste Freimaurerloge benannt, die am 31. August 1991 in Moskau unter der Ägide der Großen Loge von Frankreich gegründet wurde. Ende August 2011 feierte sie ihr 20-jähriges Bestehen.
- In Moskau fand vom 15. bis 17. Oktober 2012 im M.-I.-Rudomino-Haus der Staatlichen Russischen Bibliothek ausländischer Literatur eine internationale wissenschaftliche Konferenz unter dem Titel „Rußland und die Gnosis: das Schicksal der religiös-philosophischen Untersuchungen Nikolai Nowikows und seines Kreises“ statt.
- Am 17. Oktober 2012 wurde im Foyer der Staatlichen Russischen M.-I.-Rudomino-Bibliothek ausländischer Literatur – russ.: Всероссийской государственной библиотеки иностранной литературы имени М. И. Рудомино (ВГБИЛ) – eine Büste Nowikows enthüllt, die zum 90-jährigen Bestehen der Bibliothek gestiftet worden war.